# Liste der griechischen Töpfer und Vasenmaler/W

## Nicht namentlich bekannte Künstler (Notnamen)
| Name                                         | Wikidata                               | Profession                             | Herkunft                               | Stil                                   | Zeit                                   | Bemerkung | Beispiel                               |
| -------------------------------------------- | -------------------------------------- | -------------------------------------- | -------------------------------------- | -------------------------------------- | -------------------------------------- | --- | -------------------------------------- |
| Walters-Maler                                |                                        | Vasenmaler                             | Attika                                 | RF                                     | 1/4 5. Jh.                             | |                                        |
| Walters-Maler                                |                                        | Vasenmaler                             | Korinth                                | SF                                     |                                        | |                                        |
| Walters-Dresden-Maler                        |                                        | Vasenmaler                             | Attika                                 | RF                                     | 1/4 4. Jh.                             | |                                        |
| Maler von Warschau 188120                    |                                        | Vasenmaler                             | Apulien                                | RF                                     |                                        | englisch Painter of Warsaw 188120                                                                                  |                                        |
| Maler von Warschau 198057                    |                                        | Vasenmaler                             | Attika                                 | RF                                     |                                        | englisch Painter of Warsaw 198057                                                                                  |                                        |
| Maler der Warschauer Panathenäischen Amphora |                                        | Vasenmaler                             | Attika                                 | SF                                     |                                        | englisch Painter of the Warsaw Panathenaic                                                                         |                                        |
| Washing Painter                              | siehe unter Frauenbad-Maler            | siehe unter Frauenbad-Maler            | siehe unter Frauenbad-Maler            | siehe unter Frauenbad-Maler            | siehe unter Frauenbad-Maler            | siehe unter Frauenbad-Maler                                                                                        | siehe unter Frauenbad-Maler            |
| Washington-Maler                             |                                        | Vasenmaler                             | Kampanien                              | RF                                     |                                        | |                                        |
| Waterkeyn-Maler                              |                                        | Vasenmaler                             | Attika                                 | RF                                     | 460/40                                 | |                                        |
| Maler der Wedding Procession                 | siehe unter Maler des Hochzeitszugs    | siehe unter Maler des Hochzeitszugs    | siehe unter Maler des Hochzeitszugs    | siehe unter Maler des Hochzeitszugs    | siehe unter Maler des Hochzeitszugs    | siehe unter Maler des Hochzeitszugs                                                                                | siehe unter Maler des Hochzeitszugs    |
| Weinlese-Maler                               |                                        | Vasenmaler                             | Attika                                 | SF                                     |                                        | englisch Vintage Painter                                                                                           |                                        |
| Weinreben-Maler                              |                                        | Vasenmaler                             | Attika                                 | RF                                     |                                        | englisch Painter of the Vine                                                                                       |                                        |
| Weiß-Maler                                   |                                        | Vasenmaler                             | Attika                                 | RF                                     | 480/60                                 | englisch White Painter; gehört zur Haimon-Gruppe                                                                   |                                        |
| Maler des weißen Bullen                      |                                        | Vasenmaler                             | Korinth                                | SF                                     |                                        | |                                        |
| Maler der weißen Hauben                      | siehe unter White-Sakkos-Maler         | siehe unter White-Sakkos-Maler         | siehe unter White-Sakkos-Maler         | siehe unter White-Sakkos-Maler         | siehe unter White-Sakkos-Maler         | siehe unter White-Sakkos-Maler                                                                                     | siehe unter White-Sakkos-Maler         |
| Maler der weißen Sphendone                   |                                        | Vasenmaler                             | Kampanien                              | SF                                     | 500/480                                | Untergruppe der Lipari-Gruppe                                                                                      |                                        |
| Maler der weißen Bullen                      |                                        | Vasenmaler                             | Korinth                                | SF                                     |                                        | |                                        |
| Weißgesicht-Maler                            | siehe unter Weißgesicht-Frignano-Maler | siehe unter Weißgesicht-Frignano-Maler | siehe unter Weißgesicht-Frignano-Maler | siehe unter Weißgesicht-Frignano-Maler | siehe unter Weißgesicht-Frignano-Maler | siehe unter Weißgesicht-Frignano-Maler                                                                             | siehe unter Weißgesicht-Frignano-Maler |
| Weißgesicht-Frignano-Maler                   |                                        | Vasenmaler                             | Kampanien                              | RF                                     | 340/30                                 | englisch Whiteface Painter; auch Weissgesicht-Maler, Whiteface-Maler, Whiteface-Frignano-Maler und Frignano-Maler  |                                        |
| Wellcome-Maler                               |                                        | Vasenmaler                             | Korinth                                | SF                                     | 1/4 6. Jh.                             | englisch Wellcome Painter                                                                                          |                                        |
| Wellcome-Maler                               |                                        | Vasenmaler                             | Apulien                                | RF                                     | 2/4 4. Jh.                             | |                                        |
| Welz-Maler                                   |                                        | Vasenmaler                             | Korinth                                | SF                                     |                                        | |                                        |
| Westreenen-Maler                             |                                        | Vasenmaler                             | Attika                                 | RF                                     | 450/30                                 | |                                        |
| White Saccos-Maler                           | siehe unter White-Sakkos-Maler         | siehe unter White-Sakkos-Maler         | siehe unter White-Sakkos-Maler         | siehe unter White-Sakkos-Maler         | siehe unter White-Sakkos-Maler         | siehe unter White-Sakkos-Maler                                                                                     | siehe unter White-Sakkos-Maler         |
| White-Sakkos-Maler                           |                                        | Vasenmaler                             | Apulien                                | RF                                     | 320/10                                 | englisch White Saccos Painter; auch White Saccos-Maler und Maler der weißen Hauben; gehört zur White Sakkos-Gruppe |                                        |
| Whiteface-Maler                              | siehe unter Weißgesicht-Frignano-Maler | siehe unter Weißgesicht-Frignano-Maler | siehe unter Weißgesicht-Frignano-Maler | siehe unter Weißgesicht-Frignano-Maler | siehe unter Weißgesicht-Frignano-Maler | siehe unter Weißgesicht-Frignano-Maler                                                                             | siehe unter Weißgesicht-Frignano-Maler |
| Whiteface-Frignano-Maler                     | siehe unter Weißgesicht-Frignano-Maler | siehe unter Weißgesicht-Frignano-Maler | siehe unter Weißgesicht-Frignano-Maler | siehe unter Weißgesicht-Frignano-Maler | siehe unter Weißgesicht-Frignano-Maler | siehe unter Weißgesicht-Frignano-Maler                                                                             | siehe unter Weißgesicht-Frignano-Maler |
| Whitworth-Maler                              |                                        | Vasenmaler                             | Attika                                 | SF                                     |                                        | |                                        |
| Maler der Widder-Kanne                       |                                        | Vasenmaler                             | Attika                                 | PA                                     | 2/3 7. Jh.                             | englisch Ram Jug Painter; möglicherweise identisch mit Antenor                                                     |                                        |
| Maler von Wien 0.449                         |                                        | Vasenmaler                             | Falisker                               | RF                                     | 330–320                                | englisch Painter of Vienna 0.449                                                                                   |                                        |
| Maler von Wien 116                           |                                        | Vasenmaler                             |                                        |                                        |                                        | englisch Painter of Vienna 116                                                                                     |                                        |
| Maler von Wien 155                           |                                        | Vasenmaler                             | Attika                                 | RF                                     |                                        | englisch Painter of Vienna 155                                                                                     |                                        |
| Maler von Wien 202                           |                                        | Vasenmaler                             | Attika                                 | RF                                     |                                        | englisch Painter of Vienna 202                                                                                     |                                        |
| Maler von Wien 318                           |                                        | Vasenmaler                             | Etrurien                               | SF                                     | 1/4 5. Jh.                             | auch Maler des Wiener Stamnos 318; gehört zur Orvieto-Gruppe                                                       |                                        |
| Maler von Wien 334                           |                                        | Vasenmaler                             | Attika                                 | RF                                     | 320/10                                 | |                                        |
| Maler von Wien 549                           |                                        | Vasenmaler                             | RF                                     | 380-360                                | gehört zur Karlsruhe-B-9-Dijon-Gruppe  | |                                        |
| Maler von Wien 751                           |                                        | Vasenmaler                             | Apulien                                | RF                                     | Ende 4. Jh.                            | Hauptvertreter und Namensgeber für die Gruppe von Wien 751                                                         |                                        |
| Maler von Wien 895                           |                                        | Vasenmaler                             | Attika                                 | RF                                     |                                        | |                                        |
| Maler von Wien 1089                          |                                        | Vasenmaler                             | Attika                                 | RF                                     | Anfang 4. Jh.                          | |                                        |
| Maler von Wien 1631                          |                                        | Vasenmaler                             | Attika                                 | RF                                     |                                        | |                                        |
| Maler von Wien 3717                          |                                        | Vasenmaler                             | Attika                                 | RF                                     |                                        | |                                        |
| Maler des Wiener Komasten                    |                                        | Vasenmaler                             | Attika                                 | RF                                     |                                        | englisch Painter of the Vienna Komast                                                                              |                                        |
| Maler der Wiener Lekanis                     |                                        | Vasenmaler                             | Attika                                 | RF                                     |                                        | englisch Painter of the Vienna Lekanis; Hauptvertreter und Namensgeber der Gruppe der Wiener Lekanis               |                                        |
| Maler des Wiener Stamnos 318                 | siehe unter Maler von Wien 318         | siehe unter Maler von Wien 318         | siehe unter Maler von Wien 318         | siehe unter Maler von Wien 318         | siehe unter Maler von Wien 318         | siehe unter Maler von Wien 318                                                                                     | siehe unter Maler von Wien 318         |
| Wilanów-Maler                                |                                        | Vasenmaler                             | Korinth                                | SF                                     | um 600                                 | |                                        |
| Winchester-Maler                             |                                        | Vasenmaler                             | Attika                                 | RF                                     | 3/3 6. Jh.                             | |                                        |
| Maler des „Window-Krater“                    |                                        | Vasenmaler                             |                                        | MY                                     | 1/2 14. Jh.                            | |                                        |
| Winkel-Maler                                 |                                        | Vasenmaler                             | Attika                                 | RF                                     | Mitte 5. Jh.                           | englisch Angular Painter                                                                                           |                                        |
| Witch-Maler                                  | siehe unter Hexen-Maler                | siehe unter Hexen-Maler                | siehe unter Hexen-Maler                | siehe unter Hexen-Maler                | siehe unter Hexen-Maler                | |                                        |
| Witt-Maler                                   |                                        | Vasenmaler                             | Attika                                 | SF                                     | Mitte 6. Jh.                           | |                                        |
| Woburn-Abbey-Maler                           |                                        | Vasenmaler                             | Apulien                                | RF                                     | 2/3 4. Jh.                             | auch Maler von Woburn Abbey; namensgebend für die Woburn-Abbey-Gruppe                                              |                                        |
| Maler von Woburn Abbey                       | siehe unter Woburn-Abbey-Maler         | siehe unter Woburn-Abbey-Maler         | siehe unter Woburn-Abbey-Maler         | siehe unter Woburn-Abbey-Maler         | siehe unter Woburn-Abbey-Maler         | siehe unter Woburn-Abbey-Maler                                                                                     | siehe unter Woburn-Abbey-Maler         |
| Wolfenbüttel-Maler                           |                                        | Vasenmaler                             | Apulien                                | RF                                     | 350/40                                 | |                                        |
| Maler der wollenen Satyrn                    | siehe unter Maler der zottigen Silene  | siehe unter Maler der zottigen Silene  | siehe unter Maler der zottigen Silene  | siehe unter Maler der zottigen Silene  | siehe unter Maler der zottigen Silene  | siehe unter Maler der zottigen Silene                                                                              | siehe unter Maler der zottigen Silene  |
| Maler der wolligen Satyrn                    | siehe unter Maler der zottigen Silene  | siehe unter Maler der zottigen Silene  | siehe unter Maler der zottigen Silene  | siehe unter Maler der zottigen Silene  | siehe unter Maler der zottigen Silene  | siehe unter Maler der zottigen Silene                                                                              | siehe unter Maler der zottigen Silene  |
| Maler der Wooly Satyrs                       | siehe unter Maler der zottigen Silene  | siehe unter Maler der zottigen Silene  | siehe unter Maler der zottigen Silene  | siehe unter Maler der zottigen Silene  | siehe unter Maler der zottigen Silene  | siehe unter Maler der zottigen Silene                                                                              | siehe unter Maler der zottigen Silene  |
| Worst Painter                                |                                        | Vasenmaler                             | Attika oder Nordwestgriechenland       | RF                                     | um 400                                 | deutsch: „Schlechtester Maler“                                                                                     |                                        |
| Würzburger Maler                             |                                        | Vasenmaler                             | Attika                                 | RF                                     |                                        | englisch Painter of Wurzburg; auch Maler von Würzburg oder Würzburg-Maler                                          |                                        |
| Maler von Würzburg 173                       |                                        | Vasenmaler                             | Attika                                 | SF                                     |                                        | |                                        |
| Maler von Würzburg 229                       |                                        | Vasenmaler                             | Attika                                 | SF                                     |                                        | |                                        |
| Maler von Würzburg 232                       |                                        | Vasenmaler                             | Attika                                 | SF                                     |                                        | |                                        |
| Maler von Würzburg 234                       |                                        | Vasenmaler                             | Attika                                 | SF                                     |                                        | |                                        |
| Maler von Würzburg 243                       |                                        | Vasenmaler                             | Attika                                 | SF                                     | 550/525                                | |                                        |
| Maler von Würzburg 252                       |                                        | Vasenmaler                             | Attika                                 | SF                                     |                                        | |                                        |
| Maler von Würzburg 351                       |                                        | Vasenmaler                             | Attika                                 | SF                                     | 1/4 5. Jh.                             | auch Maler der Oinochoe Würzburg 351                                                                               |                                        |
| Maler von Würzburg 487                       |                                        | Vasenmaler                             | Attika                                 | RF                                     |                                        | englisch Painter of Wurzburg 487                                                                                   |                                        |
| Maler von Würzburg 517                       |                                        | Vasenmaler                             | Attika                                 | RF/WG                                  |                                        | |                                        |
| Maler von Würzburg 523                       |                                        | Vasenmaler                             | Attika                                 | RF                                     |                                        | |                                        |
| Maler von Würzburg 537                       |                                        | Vasenmaler                             | Attika                                 | RF                                     | 3/3 5. Jh.                             | |                                        |
| Maler von Würzburg 557                       |                                        | Vasenmaler                             | Attika                                 | RF/WG                                  |                                        | |                                        |
| Maler von Würzburg 566                       |                                        | Vasenmaler                             | Attika                                 | RF/WG                                  |                                        | |                                        |
| Maler von Würzburg 853                       |                                        | Vasenmaler                             | Apulien                                | RF                                     |                                        | auch Maler von Würzburg L 853                                                                                      |                                        |
| Maler von Würzburg 856                       |                                        | Vasenmaler                             | Attika                                 |                                        |                                        | |                                        |
| Maler von Würzburg 870                       |                                        | Vasenmaler                             | Attika                                 | RF                                     | Ende 4. Jh.                            | |                                        |
| Maler von Würzburg 879                       | siehe unter Maler von Würzburg L 879   | siehe unter Maler von Würzburg L 879   | siehe unter Maler von Würzburg L 879   | siehe unter Maler von Würzburg L 879   | siehe unter Maler von Würzburg L 879   | siehe unter Maler von Würzburg L 879                                                                               | siehe unter Maler von Würzburg L 879   |
| Maler von Würzburg 4920                      | siehe unter Maler von Würzburg H 4920  | siehe unter Maler von Würzburg H 4920  | siehe unter Maler von Würzburg H 4920  | siehe unter Maler von Würzburg H 4920  | siehe unter Maler von Würzburg H 4920  | siehe unter Maler von Würzburg H 4920                                                                              | siehe unter Maler von Würzburg H 4920  |
| Maler von Würzburg 5739                      | siehe unter Maler von Würzburg H 5739  | siehe unter Maler von Würzburg H 5739  | siehe unter Maler von Würzburg H 5739  | siehe unter Maler von Würzburg H 5739  | siehe unter Maler von Würzburg H 5739  | siehe unter Maler von Würzburg H 5739                                                                              | siehe unter Maler von Würzburg H 5739  |
| Maler von Würzburg H 4920                    |                                        | Vasenmaler                             | Apulien                                | RF                                     |                                        | englisch Painter of Wurzburg H 4920; auch Maler von Würzburg 4920                                                  |                                        |
| Maler von Würzburg H 5739                    |                                        | Vasenmaler                             | Paestum                                | RF                                     |                                        | englisch Painter of Wurzburg H 5739; auch Maler von Würzburg 5739                                                  |                                        |
| Maler von Würzburg L 853                     |                                        | Vasenmaler                             | Apulien                                | RF                                     |                                        | englisch Painter of Wurzburg L 853, Auch Maler von Würzburg 853                                                    |                                        |
| Maler von Würzburg L 879                     |                                        | Vasenmaler                             | Kampanien                              | RF                                     |                                        | auch Maler von Würzburg 879                                                                                        |                                        |
| Maler der Würzburger Athena                  |                                        | Vasenmaler                             | Attika                                 | RF                                     |                                        | englisch Painter of Würzburg Athena                                                                                |                                        |
| Maler des Würzburger Kamels                  |                                        | Vasenmaler                             | Attika                                 | RF                                     | Mitte 5. Jh.                           | englisch Painter of the Wurzburg Camel                                                                             |                                        |

## Künstler-Gruppen
| Name                            | Wikidata                           | Profession                         | Herkunft                           | Stil                               | Zeit                               | Bemerkung | Beispiel                           |
| ------------------------------- | ---------------------------------- | ---------------------------------- | ---------------------------------- | ---------------------------------- | ---------------------------------- | --- | ---------------------------------- |
| Klasse W                        |                                    | Töpfer                             | Attika                             | RF/PL                              |                                    | auch Gruppe der Klasse W |                                    |
| Gruppe von Walters 48.42        |                                    | Vasenmaler                         | Attika                             | SF                                 | 4/4 6. Jh.                         | |                                    |
| Warrior-Gruppe                  |                                    | Vasenmaler                         | Korinth                            |                                    |                                    | |                                    |
| Warschau-Gruppe                 |                                    | Vasenmaler                         | Kampanien                          | RF                                 | 2/2 4. Jh.                         | gehört zur CA-Gruppe |                                    |
| Gruppe von Washington 136389    |                                    | Vasenmaler                         | Attika                             | RF                                 |                                    | |                                    |
| Waterspout Group                |                                    | Vasenmaler                         | Apulien                            | RF                                 | 2/2 4. Jh.                         | |                                    |
| Wein-Gruppe                     |                                    | Vasenmaler                         | Sizilien                           | RF                                 | 4/4 4. Jh.                         | |                                    |
| Gruppe der Weinphialen          |                                    | Vasenmaler                         | Etrurien                           | RF                                 | 2/2 4. Jh.                         | englisch Painter of Vienna 0.449 |                                    |
| Weinranken-Gruppe               |                                    | Vasenmaler                         | Apulien                            | RF                                 |                                    | |                                    |
| Weinranken-Gruppe               |                                    | Vasenmaler                         | Böotien                            | SF                                 | Mitte 4. Jh.                       | gehört zur Kaibiren-Gruppe |                                    |
| Weiße Hauben-Kantharos-Gruppe   |                                    | Vasenmaler                         | Apulien                            | RF                                 |                                    | |                                    |
| Weiße Hauben-Viergespann-Gruppe |                                    | Vasenmaler                         | Apulien                            | RF                                 |                                    | |                                    |
| Weiße-Linien-Klasse             |                                    | Töpfer                             | Attika                             | RF                                 |                                    | englisch Whte Line Class |                                    |
| Weiße-Reiher-Gruppe             | siehe unter Weiße-Reiher-Werkstatt | siehe unter Weiße-Reiher-Werkstatt | siehe unter Weiße-Reiher-Werkstatt | siehe unter Weiße-Reiher-Werkstatt | siehe unter Weiße-Reiher-Werkstatt | siehe unter Weiße-Reiher-Werkstatt | siehe unter Weiße-Reiher-Werkstatt |
| Weiße-Reiher-Klasse             | siehe unter Weiße-Reiher-Werkstatt | siehe unter Weiße-Reiher-Werkstatt | siehe unter Weiße-Reiher-Werkstatt | siehe unter Weiße-Reiher-Werkstatt | siehe unter Weiße-Reiher-Werkstatt | siehe unter Weiße-Reiher-Werkstatt | siehe unter Weiße-Reiher-Werkstatt |
| Weiße-Reiher-Werkstatt          |                                    | Vasenmaler                         | Attika                             | SF                                 | um 500                             | auch Weiße-Reiher-Gruppe und Weiße-Reiher-Klasse, Hauptvertreter war der Theseus-Maler, englisch White Heron Class beziehungsweise englisch White Heron Group |                                    |
| Gruppe der weissen Pferde       |                                    | Vasenmaler                         | Korinth                            | SF                                 | 2/4 6. Jh.                         | |                                    |
| Gruppe der weißen Sphendone     |                                    | Vasenmaler                         | Sizilien                           | RF                                 |                                    | |                                    |
| Weißgesichts-Gruppe             |                                    | Vasenmaler                         | Kampanien                          | RF                                 | Mitte 4. Jh.                       | englisch Whiteface Group |                                    |
| Weißstreifen-Gruppe             |                                    | Vasenmaler                         | Sizilien                           | RF                                 |                                    | |                                    |
| Weißvogel-Gruppe                |                                    | Vasenmaler                         | Kampanien                          | RF                                 |                                    | |                                    |
| Wellcome-Gruppe                 |                                    | Vasenmaler                         | Apulien                            | RF                                 | 2/4 4. Jh.                         | benannt nach dem Wellcome-Maler |                                    |
| Wellenmuster-Gruppe             |                                    | Vasenmaler                         | Kampanien                          | RF                                 | 4. Jh.                             | englisch Wave-Pattern Group; gehört zur Danaiden-Gruppe |                                    |
| White Cross-Gruppe              |                                    | Vasenmaler                         |                                    |                                    |                                    | |                                    |
| White-Sakkos-Gruppe             |                                    | Vasenmaler                         | Apulien                            | RF                                 |                                    | auch White Sakkos-Werkstatt, nach dem White-Sakkos-Maler benannt, zur Gruppe gehören beispielsweise die Kantharos-Gruppe und die Gruppe von Marburg 788       |                                    |
| White-Sakkos-Werkstatt          | siehe unter White Sakkos-Gruppe    | siehe unter White Sakkos-Gruppe    | siehe unter White Sakkos-Gruppe    | siehe unter White Sakkos-Gruppe    | siehe unter White Sakkos-Gruppe    | siehe unter White Sakkos-Gruppe | siehe unter White Sakkos-Gruppe    |
| White Saccos-Kantharos-Gruppe   |                                    | Vasenmaler                         | Apulien                            | RF                                 | 3/4 4. Jh.                         | White Sakkos-Gruppe und Kantharos-Gruppe |                                    |
| Wide-Gruppe                     | siehe unter Sam Wide-Gruppe        | siehe unter Sam Wide-Gruppe        | siehe unter Sam Wide-Gruppe        | siehe unter Sam Wide-Gruppe        | siehe unter Sam Wide-Gruppe        | siehe unter Sam Wide-Gruppe | siehe unter Sam Wide-Gruppe        |
| Wien-Klasse                     |                                    | Töpfer                             | Attika                             | RF/PL                              |                                    | |                                    |
| Gruppe von Wien 116             |                                    | Vasenmaler                         | Attika                             | RF                                 |                                    | |                                    |
| Gruppe von Wien 751             |                                    | Vasenmaler                         | Apulien                            | RF                                 | Ende 4. Jh.                        | Hauptvertreter und Namensgeber ist der Maler von Wien 751 |                                    |
| Klasse von Wien 779             |                                    | Töpfer                             | Attika                             | RF                                 |                                    | |                                    |
| Gruppe von Wien 888             |                                    | Vasenmaler                         | Attika                             | RF                                 |                                    | |                                    |
| Gruppe von Wien 943             |                                    | Vasenmaler                         | Attika                             | RF                                 | 4/4 5. Jh.                         | |                                    |
| Gruppe von Wien 1025            |                                    | Vasenmaler                         | Attika                             | RF                                 |                                    | |                                    |
| Gruppe von Wien 1104            |                                    | Vasenmaler                         | Attika                             | RF                                 |                                    | |                                    |
| Gruppe der Wiener Amphore       |                                    | Vasenmaler                         | Attika                             | CK                                 |                                    | |                                    |
| Gruppe der Wiener Lekanis       |                                    | Vasenmaler                         | Attika                             | RF                                 |                                    | benannt nach dem Maler der Wiener Lekanis |                                    |
| Winchester-Gruppe               |                                    | Vasenmaler                         | Korinth                            | SF                                 | 2/2 6. Jh.                         | |                                    |
| Wind-Gruppe                     |                                    | Vasenmaler                         | Apulien                            | RF                                 | 3/3 4. Jh.                         | |                                    |
| Winkel-Gruppe                   |                                    | Vasenmaler                         | Böotien                            | GE                                 | um 700                             | |                                    |
| Winkel-Gruppe                   |                                    | Vasenmaler                         | Apulien                            | RF                                 |                                    | |                                    |
| Winterthur-Gruppe               |                                    | Vasenmaler                         | Apulien                            | RF                                 |                                    | |                                    |
| Woburn-Abbey-Gruppe             |                                    | Vasenmaler                         | Apulien                            | RF                                 | 2/3 4. Jh.                         | gehört zur Stupsnasen-Gruppe; besteht aus dem Hauptvertreter Woburn-Abbey-Maler sowie der Stupsnasen-Gruppe und dem Maler von Bari 6407                       |                                    |
| Gruppe von Würzburg             |                                    | Vasenmaler                         | Attika                             | RF                                 |                                    | |                                    |
| Gruppe von Würzburg 179         |                                    | Vasenmaler                         | Attika                             | SF                                 | Ende 6. Jh.                        | |                                    |
| Gruppe von Würzburg 199         |                                    | Vasenmaler                         | Attika                             | SF                                 | 4/4 6. Jh.                         | |                                    |
| Gruppe von Würzburg 210         |                                    | Vasenmaler                         | Attika                             | SF                                 | Ende 6. Jh.                        | aus dem Umkreis der Leagros-Gruppe |                                    |
| Gruppe von Würzburg 221         |                                    | Vasenmaler                         | Attika                             | SF                                 |                                    | |                                    |
| Gruppe von Würzburg 230         |                                    | Vasenmaler                         | Attika                             | SF                                 |                                    | |                                    |
| Klasse von Würzburg 346         |                                    | Töpfer                             | Attika                             | SF                                 |                                    | |                                    |
| Klasse von Würzburg 351         |                                    | Töpfer                             | Attika                             | SF                                 | Ende 6. Jh.                        | Klasse von Oinochoen |                                    |
| Gruppe von Würzburg 461         |                                    | Vasenmaler                         | Attika                             | SF                                 |                                    | nach derselben Namenvase benannt wie die Klasse von Würzburg 461                                                                                              |                                    |
| Klasse von Würzburg 461         |                                    | Töpfer                             | Attika                             | SF                                 |                                    | nach derselben Namenvase benannt wie die Gruppe von Würzburg 461                                                                                              |                                    |
| Klasse von Würzburg 542         |                                    | Töpfer                             | Attika                             | RF                                 |                                    | |                                    |
| Klasse von Würzburg 572         |                                    | Töpfer                             | Attika                             | RF/WG                              | 2/3 5. Jh.                         | |                                    |
| Klasse von Würzburg 579         |                                    | Töpfer                             | Attika                             | RF/WG                              | Mitte 5. Jh.                       | |                                    |
| Gruppe von Würzburg 577         |                                    | Vasenmaler                         | Attika                             | RF                                 |                                    | |                                    |
| Gruppe von Würzburg 639         |                                    | Vasenmaler                         | Attika                             | RF                                 | 1/4 4. Jh.                         | |                                    |
| Gruppe der Würzburger Skylla    |                                    | Vasenmaler                         | Böotien                            | RF                                 | Ende 5. Jh.                        | englisch Group of the Würzburg Scylla |                                    |